# DSM (tidskrift)
DSM (ursprungligen Den svenska marknaden), var en svensk tidskrift först utgiven av Svenska reklamförbundet från juni 1945. Utgivarskapet övertogs år 2000 av Jan Gillberg (1935–2023) och bedrevs reguljärt fram till 2018, nu med "DSM" uttytt som "Debatt, sanningssökande, mediakritik".
Tidskriften i sin form efter år 2000 innehöll bland annat samhällskritiska och mediekritiska inslag samhällsreportage.
I DSM publicerades årligen en lista över Sveriges viktigaste opinionsbildare, som röstades fram genom ett urval av 300 journalister. Resultatet fick vissa år visst genomslag i övriga svenska medier, men listan har kritiserats för sin urvalsmetod - de journalister som får rösta tycks ofta rösta på sig själva och folk de känner.
En granskning av Expo visade att tidskriften under 2010-talet publicerat konspirationsteorier som att Olof Palme aldrig mördades på Sveavägen 1986 och antisemitiska påståenden, som att antalet judar som dödades under Förintelsen skulle vara kraftigt överdrivet. Expo avslöjade samtidigt att DSM mellan 2020 och 2021 fått nästan 219 000 kronor i stöd från "The Hans and Barbara Bergstrom Foundation", som styrs från USA. Stiftelsen är privat och drivs av friskoleentreprenören Barbara Bergström och journalisten Hans Bergström.

## Fotnoter
1. ↑  ”Tidskrift.nu: DSM”. tidskrift.nu. http://tidskrift.nu/tidskrift/DSM. Läst 26 mars 2017.
2. ↑  Dan Josefsson (25 februari 1998). ”Opinionsbildarna”. ETC. Arkiverad från originalet den 25 oktober 2008. https://web.archive.org/web/20081025150120/http://josefsson.net/artikelarkiv/98-opinionsbildarna.html. Läst 5 september 2008.
3. 1 2  Nivette Dawod (13 september 2023). ”Skolentreprenörer gav pengar till högerextrema medier”. Aftonbladet. https://www.aftonbladet.se/nyheter/a/Kn9QP4/expo-skolentreprenorer-gav-pengar-till-hogerextrem-skrift.